# Ката Грузинская
Ката или Катаи (груз. კატა, კატაჲ) — дочь Давида IV Строителя, царя Грузии. Она была выдана замуж своим отцом за представителя византийской императорской семьи около 1116 года, но личность её мужа не раскрывается в средневековых источниках. Есть три современные гипотезы относительно её брака.

## Замужество

### Средневековая хроника
Брак Каты упоминается в «Истории царя царей Давида» XII века, входящей в сборник грузинских летописей «Картлис цховреба», где, однако, не указано имя её мужа. Летопись превозносит Кату и её сестру Тамару, жену ширванского шаха, как светил Запада и Востока соответственно, отражая великолепие их отца.

### Современные теории
Существуют различные научные версии относительно того, кто именно был супругом Каты. Согласно гипотезе, общепринятой среди историков Грузии, она вышла замуж за Исаака Комнина, третьего сына императора Алексея I Комнина, и получила имя Ирины, записанное в византийских источниках как имя жены Исаака. Если эта гипотеза верна и дочь Исаака и Каты, действительно была женой древнерусского князя Юрия Долгорукого из династии Рюриковичей, то это обстоятельство может свидетельствовать о древнем родстве с Багратионами многочисленных русских и польских потомков Юрия Долгорукого. С другой стороны, жена Исаака Ирина могла быть тем же лицом, что и безымянная дочь Володаря Перемышльского, известная из «Повести временных лет», что она вышла замуж за сына императора Алексея, имя которого также не известно.
Согласно другой версии, которой придерживался и историк Кирилл Туманов, Ката была замужем за великим дукой Алексеем Вриеннием, сыном Никифора Вриенния Младшего и Анны Комнины. Третья гипотеза, поддержанная Полем Готье и Михаилом-Дмитрием Стурдзой, гласит, что мужем Каты был Алексей Комнин, старший сын византийского императора Иоанна II Комнина. Византийская хроника Иоанна Зонары упоминает о прибытии грузинской (абасгийской) невесты старшего сына Иоанна II в Константинополь сразу после его восшествия на престол (вскоре после 1118 года).